# Kirchspielslandgemeinde Wesselburen (bis 1934)
Die Kirchspielslandgemeinde Wesselburen war eine Gemeinde im Kreis Norderdithmarschen (vom 1. Oktober 1932 bis zum 30. September 1933 Kreis Dithmarschen).

## Geographie

### Fläche und Einwohnerzahl
Die Kirchspielslandgemeinde hatte am 16. Juni 1925 insgesamt 3671 Einwohner an 54 Wohnplätzen. Am 1. Oktober 1930 betrug ihre Fläche 79,83 km2.

### Nachbargemeinden
Nachbargemeinden waren im Uhrzeigersinn im Norden beginnend die Gemeinde Karolinenkoog und die Kirchspielslandgemeinden Hemme, Neuenkirchen und Norderwöhrden (alle im Kreis Norderdithmarschen), die Kirchspielslandgemeinde Süderwöhrden (im Kreis Süderdithmarschen) sowie die Gemeinde Friedrichsgabekoog, die Gemeinde Büsum und die Gemeinde Hedwigenkoog (alle im Kreis Norderdithmarschen). Im Westen grenzte die Kirchspielslandgemeinde an die Nordsee.

## Geschichte
Mit der Verordnung vom 22. September 1867 wurden in der preußischen Provinz Schleswig-Holstein die selbständigen Landgemeinden eingeführt. Anders als im übrigen Provinzgebiet gab es im Westen Schleswig-Holsteins, nämlich in Dithmarschen und im Kreis Husum, eine besondere Form der kommunalen Verwaltung. Diese wurde unangetastet übernommen. So wurden aus den Gebieten der Kirchspiele, in denen bereits weltliche Strukturen vorhanden waren, politische Gemeinden, die Kirchspielslandgemeinden.
Bei der Reichstagswahl März 1933 stimmten im Kirchspiel Wesselburen 78,8 % für die NSDAP, 6,9 % für die DNVP, 6,5 % für die SPD und 6,8 % für die KPD bei einer Wahlbeteiligung von 88,5 %.
Die in den Kirchspielslandgemeinden als "Untereinheit" vorhandenen Dorfschaften und Dorfgemeinden wurden am 1. April 1934 zu selbständigen Gemeinden/Landgemeinden. An diesem Tag wurde ebenfalls die Kirchspielslandgemeinde Wesselburen aufgelöst. Es wurden an ihrer Stelle die Gemeinden Haferwisch-Poppenwurth, Hassenbüttel, Hellschen-Heringsand-Unterschaar, Hillgroven, Jarrenwisch-Hödienwisch, Norddeich, Reinsbüttel, Schülp, Strübbel, Süderdeich, Wehren-Oken, Wesselburener Deichhausen und Wesselburenerkoog neu gebildet.